# Stara Zagora
Stara Zagora er en by i det centrale Bulgarien med et indbyggertal (pr. 2008) på cirka 162.000. Byen er hovedstad i Stara Zagora-provinsen og regnes som et af Bulgariens økonomiske centre.

42°26′N 25°39′Ø / 42.433°N 25.650°Ø
- Wikimedia Commons har flere filer relateret til Stara Zagora